# Melanargia claratropos
Melanargia claratropos är en fjärilsart som beskrevs av Ruggero Verity 1953. Melanargia claratropos ingår i släktet Melanargia och familjen praktfjärilar. Inga underarter finns listade i Catalogue of Life.